# 王汝正
王汝正（1524年—？），字養之，號吉菴，順天府薊州人，民籍，明朝政治人物。

## 生平
順天府鄉試第五十四名舉人。嘉靖三十二年（1553年）中式癸丑科會試第三百名，三甲第一百三十六名進士。吏部观政，授陕西西安府推官，三十六年八月考选，授四川道試御史，三十七年二月實授，三十九年巡按直隶，四十四年十月在查抄罗龙文家中搜出胡宗宪給严世蕃书信，遂上疏弹劾，胡宗宪被逮至京讯问，不久死于狱中。后掌河南道印。
隆慶三年（1568年）正月升浙江按察司副使，四年十月考察去职。

## 家族
曾祖王清；祖父王義；父王銳，母李氏。具庆下。